# Форде (Доња Рајна)
Форде (њем. Voerde) град је у њемачкој савезној држави Северна Рајна-Вестфалија. Једно је од 12 општинских средишта округа Везел. Према процјени из 2010. у граду је живјело 37.752 становника. Посједује регионалну шифру (AGS) 5170044, NUTS (DEA1F) и LOCODE (DE VRD) код.

## Географски и демографски подаци
Форде се налази у савезној држави Северна Рајна-Вестфалија у округу Везел. Град се налази на надморској висини од 26 метара. Површина општине износи 53,5 km². У самом граду је, према процјени из 2010. године, живјело 37.752 становника. Просјечна густина становништва износи 706 становника/km².

## Међународна сарадња
| Мјесто | Држава               | Врста сарадње | Од    |
| ------ | -------------------- | ------------- | ----- |
|        | Словачка             | контакт       | 1958. |
| Москва | Русија               | пријатељство  | 2000. |
| Аник   | Уједињено Краљевство | партнерство   | 1979. |
| Нант   | Француска            | пријатељство  | 2000. |
| Извор  |                      |               |       |